# D.B. Adler
 Der er flere personer med dette navn, se D.B. Adler (1879-1932).
David Baruch Adler (født 16. maj 1826 i København, død 4. december 1878 sammesteds) var en dansk vekselerer og politiker.

## Biografi
David Baruch Adler var søn af vekselerer Baruch Isaac Adler og Hanne Meyer. Han blev gift med Jenny Raphael (1830-1902) og var far til seks børn, heriblandt Bertel Adler, Hanna Adler og Ellen Adler (der blev mor til Harald og Niels Bohr).
Som ung rejste han til London, men kom i 1850 tilbage til København, hvor han overtog sin onkels bankierforretning, som han fortsatte under navnet D.B. Adler & Co.
Under pengekrisen i 1857, hvor der var et kraftigt træk på Nationalbankens likviditet, deltog han sammen med E.J. Hvidt i forhandlingen af en ordning med Nationalbankens forbindelser i Hamburg og navnlig over for firmaet H. Pontoppidan & Co, der var truet af konkurs.
I 1857 var han med til at stifte Privatbanken, af hvis bankråd (bestyrelse) han nogle år var medlem. Han blev imidlertid uenig med ledelsen, og i 1873 var han med til at stifte Kjøbenhavns Handelsbank. 
Endvidere var han medstifter af andre virksomheder og kreditinstitutter (f.eks. Jydsk Handels- og Landbrugsbank, Ny jydske Kjøbstad-Creditforening, Aalborg Spritfabrik), og efter krigen i 1864 overdrog finansminister David – der i betydeligt omfang benyttede Adlers råd og bistand i finansielle sager – ham at stifte et udenlandsk statslån.
Adler var fra 1864 medlem af Folketinget for Frederiksborg Amts 1. Valgkreds (Rigsdag og Rigsråd) og fra 1869 til sin død medlem af Landstinget for København. Som politiker hørte han til det nationalliberale parti. I det nationale spørgsmål og i henseende til skandinaviske sympatier var han partiets mand; men i andre spørgsmål stod han på dets yderste venstre fløj og var mere frisindet end det Højre, som de nationalliberale i årene var blevet en del af.
I novemberforhandlingerne i 1877 var han en af de landstingsmænd, der ville strække sig videst for at opnå forlig med Folketinget. I handelspolitik var han yderligtgående frihandelsmand. 
Han var medlem af Borgerrepræsentationen (1858-1864 og 1869-1872), af Grosserer-Societetets Komité (1875-1878), af Sø- og Handelsretten (1862-78) og af Det mosaiske Troessamfunds repræsentantskab (1870-1877). Endvidere var han medlem af Kommissionerne for Udarbejdelsen af en skandinavisk Veksellov og af en sø- og handelsretslov.